# Tortuero
Tortuero község Spanyolországban, Guadalajara tartományban. Tortuero Valdepeñas de la Sierra, Puebla de la Sierra, Campillo de Ranas, Valdesotos és Puebla de Valles községekkel határos. Lakosainak száma 21 fő (2024).

## Népesség
A település népessége az utóbbi években az alábbiak szerint változott:
| Lakosok száma | 35   | 35   | 34   | 22   | 20   | 19   | 18   | 18   | 17   | 21   |
|               | 2001 | 2004 | 2006 | 2009 | 2011 | 2014 | 2016 | 2019 | 2021 | 2024 |